# Arracacia atropurpurea
Arracacia atropurpurea là một loài thực vật có hoa trong họ Hoa tán. Loài này được (Lehm.) Benth. & Hook.f. ex Hemsl. mô tả khoa học đầu tiên năm 1880.